# Keski-Pohjanmaa
Keski-Pohjanmaa (Nederlands: Centraal-Ostrobothnië, Zweeds: Mellersta Österbotten) is een Finse regio met 67.915 inwoners op een gebied van 5.019,92 km² (2021).

## Gemeenten
In 2022 telt Keksi-Pohjanmaa de volgende gemeenten:
| - Halsua - Kannus - Kaustinen - Kokkola | - Lestijärvi - Perho - Toholampi - Veteli |

Åland · Etelä-Pohjanmaa · Etelä-Savo · Kainuu · Kanta-Häme · Keski-Pohjanmaa  · Kymenlaakso · Lapin maakunta · Midden-Finland · Noord-Karelië · Österbotten · Päijät-Häme · Pirkanmaa · Pohjois-Pohjanmaa · Pohjois-Savo · Satakunta · Uusimaa · Zuid-Karelië · Zuidwest-Finland